# Gloucestershire Northern Senior Football League
Gloucestershire Northern Senior Football League är en engelsk fotbollsliga baserad i Gloucestershire, grundad 1922. Den har två divisioner och toppdivision Division One ligger på nivå 12 i det engelska ligasystemet.
Ligan är en matarliga till Gloucestershire County Football League och har tre egna matarligor – Cheltenham Association Football League, Stroud & District Football League och North Gloucestershire Association Football League.

## Mästare
| Säsong  | Division One             | Division Two             |
| ------- | ------------------------ | ------------------------ |
| 2010/11 | Brockworth Albion        | Frampton United          |
| 2009/10 | Sharpness                | Leonard Stanley          |
| 2008/09 | Longlevens               | Stonehouse Town FC       |
| 2007/08 | Slimbridge res.          | Gala Wilton              |
| 2006/07 | Tuffley Rovers           | Slimbridge res.          |
| 2005/06 | Berkeley Town            | Tuffley Rovers           |
| 2004/05 | Lydney Town              | Brimscombe & Trupp       |
| 2003/04 | Warden Hill              | Bourton Rovers           |
| 2002/03 | Kings Stanley            | Warden Hill United       |
| 2001/02 | Wotton Rovers            | Longlevens               |
| 2000/01 | Sharpness                | Bredon                   |
| 1999/00 | Whitminister             | Bourton Rovers           |
| 1998/99 | Tuffley Rovers res.      | Kingswood                |
| 1997/98 | Whitminister             | Lydbrook Ath.            |
| 1996/97 | Viney St Swithins        | Whitminister             |
| 1995/96 | Dursley Town             | Tuffley Rovers res.      |
| 1994/95 | Brockworth               | Lydney Town              |
| 1993/94 | Broadwell Amateurs       | Stonehouse Freeway       |
| 1992/93 | Endsleigh                | Brockworth               |
| 1991/92 | Smiths Ath.              | Endsleigh                |
| 1990/91 | Dowty Dynamos            | Shortwood United Res.    |
| 1989/90 | St Marks CA              | ICI Fibres               |
| 1988/89 | Berkeley Town            | Cam Bulldogs             |
| 1987/88 | Tuffley Rovers           | Longlevens               |
| 1986/87 | ICI Fibres               | Worral Hill              |
| 1985/86 | ICI Fibres               | Smiths Ath.              |
| 1984/85 | Brimscombe & Trupp       | ICI Fibres               |
| 1983/84 | St Marks CA              | Berkeley Town            |
| 1982/83 | Wotton Rovers            | Viney St Swithins        |
| 1981/82 | Harrow Hill              | Brimscombe Trupp         |
| 1980/81 | St Marks CA              | Shortwood United res.    |
| 1979/80 | Lydney Town              | Frampton United res.     |
| 1978/79 | St Marks CA              | Wilton Rovers res.       |
| 1977/78 | Chalford                 | Hilldene Ath.            |
| 1976/77 | Forest Green Rovers res. | Bymacks                  |
| 1975/76 | Matson Ath. res.         | Forest Green Rovers res. |
| 1974/75 | St Marks CA              | Matson Ath.              |
| 1973/74 | Viney St Swithins        | Charlton Kings res.      |
| 1972/73 | Bishops Cleeve           | Newent Town              |
| 1971/72 | Harrow Hill              | Wilton Rovers            |
| 1970/71 | Viney St Swithins        | Cope Chat                |
| 1969/70 | Bishops Cleeve           | Forest Green Rovers res. |
| 1968/69 | Bishops Cleeve           | Charlton Kings           |
| 1967/68 | Cirencester Town         | Bishops Cleeve           |
| 1966/67 | Cirencester Town         | Matson Ath.              |
| 1965/66 | Sharpness                | Cheltenham Town res.     |
| 1964/65 | Harrow Hill              | Bream                    |
| 1963/64 | Harrow Hill              | Dursley Town             |
| 1962/63 | Sharpness                | Shortwood United         |
| 1961/62 | Lydbrook Ath.            | Cirencester Town         |
| 1960/61 | Cinderford Town          | Wotton Rovers            |
| 1959/60 | Lydbrook Ath.            | Hoffman Ath.             |
| 1958/59 | Lydbrook Ath.            | Bream                    |
| 1957/58 | Lydbrook Ath.            | Synwell Rovers           |
| 1956/57 | Lydbrook Ath.            | Cirencester Town         |

Källa: GNSL

### Webbkällor
Den här artikeln är helt eller delvis baserad på material från engelskspråkiga Wikipedia, Gloucestershire Northern Senior League, 19 augusti 2015.